# Parker Solar Probe

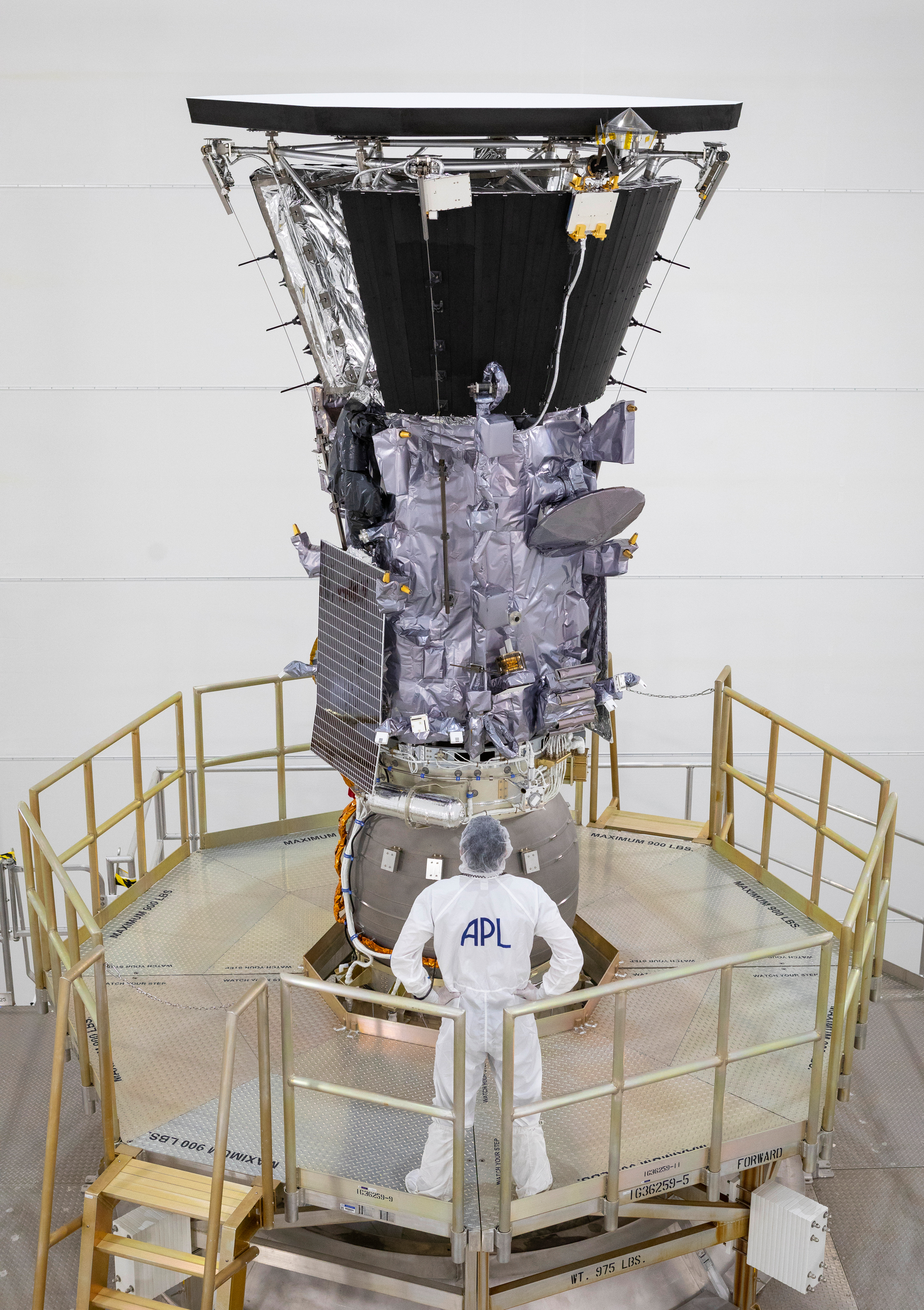
Parker Solar Probe przyłączony do trzeciego stopnia rakiety nośnej.

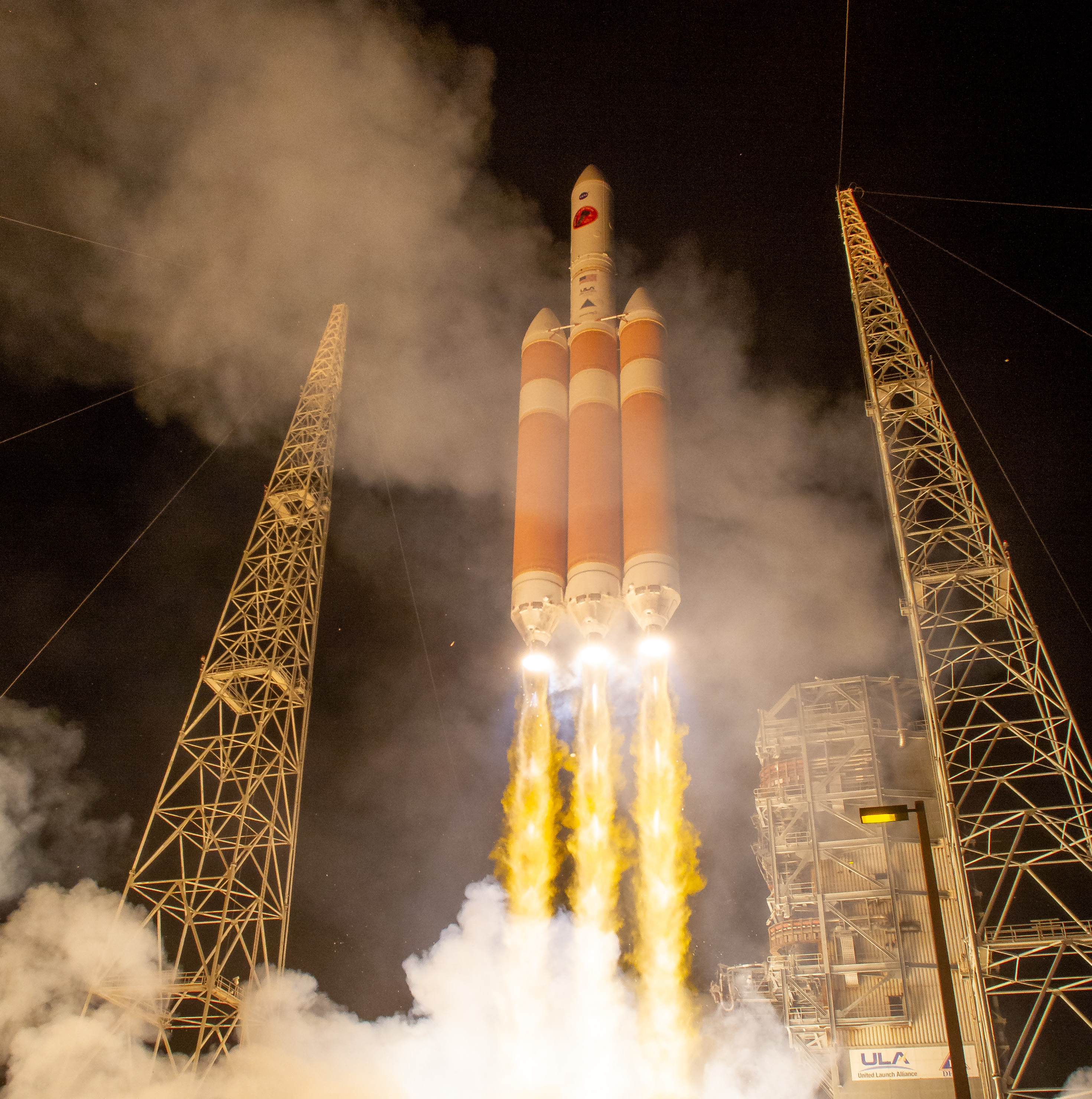
Start sondy Parker Solar Probe

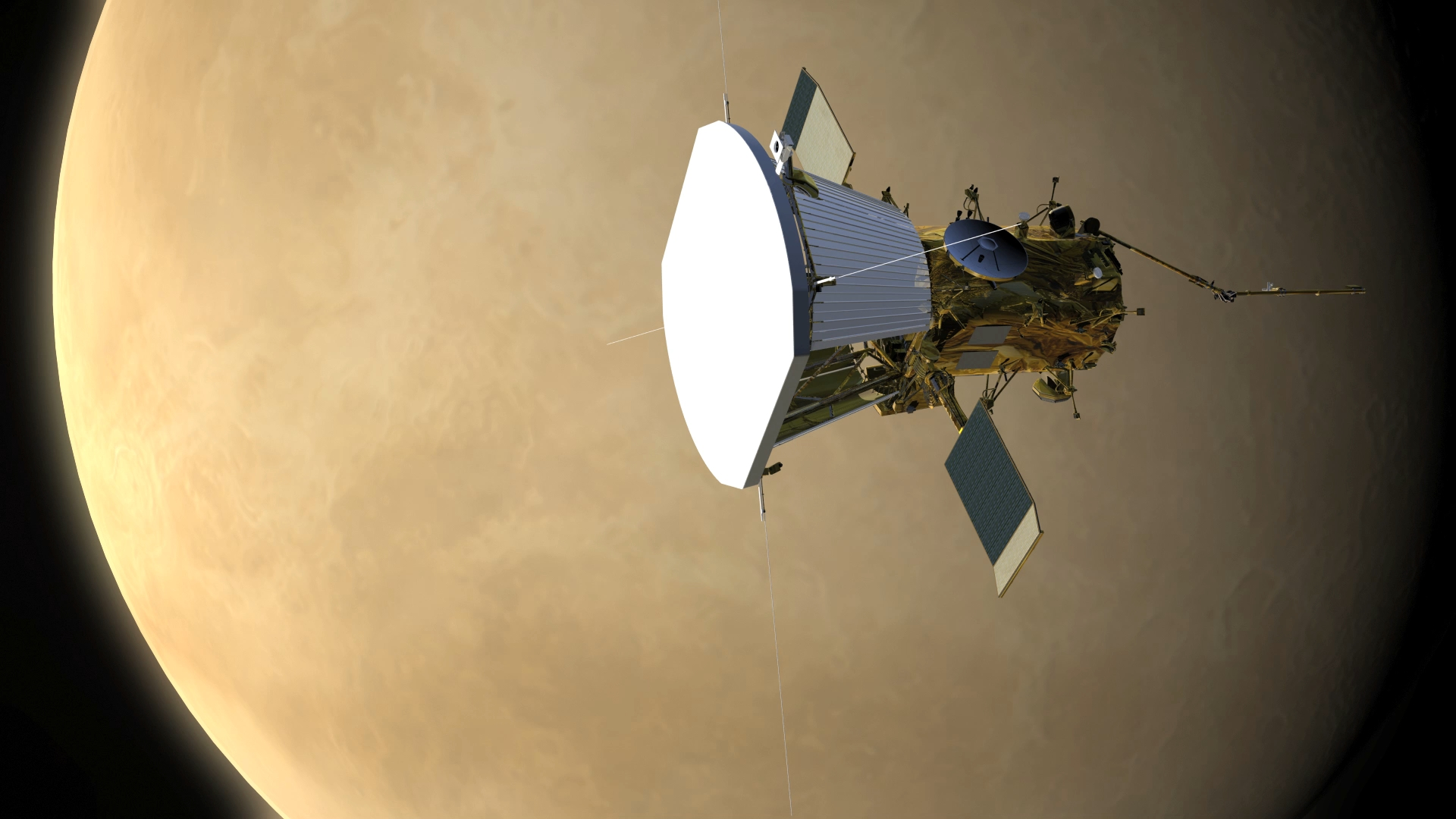
Wizja artystyczna sondy Parker Solar Probe podczas przelotu obok Wenus

Parker Solar Probe – amerykańska sonda kosmiczna, której misja jest realizowana w ramach programu Living with a Star. Pierwsza sonda, która ma wykonać pomiary bezpośrednio wewnątrz korony słonecznej. Sonda została wyniesiona na orbitę 12 sierpnia 2018 roku z Cape Canaveral Air Force Station na Florydzie za pomocą rakiety nośnej Delta IV Heavy z dodatkowym stopniem Star 48BV.

## Cele naukowe misji
Parker Solar Probe wykona badania in situ i zdalne obserwacje pola magnetycznego, plazmy i cząstek o wysokiej energii w wewnętrznym obszarze heliosfery. Głównym celem naukowym misji jest określenie struktury i dynamiki koronalnych pól magnetycznych Słońca i zrozumienie w jaki sposób jest podgrzewana korona, jak przyspieszany jest wiatr słoneczny oraz w jaki sposób powstają i ewoluują cząstki o wysokiej energii.
W tym celu określone zostały trzy zadania naukowe:
- prześledzenie przepływu energii podgrzewającej koronę i powodującej przyspieszenie wiatru słonecznego;
- określenie struktury i dynamiki plazmy i pól magnetycznych u źródeł wiatru słonecznego;
- zbadanie mechanizmów przyspieszania i transportu cząstek o wysokiej energii[2].

## Konstrukcja sondy
Kadłub sondy ma kształt heksagonalny z centralnie umieszczonym zbiornikiem paliwa. Instrumenty naukowe umieszczone są na kadłubie i na wystającym z jego tylnej powierzchni maszcie naukowym. Cztery rozkładane anteny fal plazmowych rozmieszczone są z boków kadłuba.
Podczas największych zbliżeń do Słońca sonda będzie wystawiona na promieniowanie słoneczne o natężeniu 649 kW/m2, 475 razy większym niż na Ziemi i na temperaturę sięgającą około 1400°C. Ochronę zapewni wykonana z kompozytów węglowych osłona termiczna (Thermal Protection System) o średnicy 2,4 m, grubości 11,43 cm i masie 73 kg. Jej powierzchnia skierowana w stronę Słońca pokryta jest odbijającą promieniowanie białą farbą ceramiczną. Schowany w cieniu za osłoną kadłub sondy będzie nagrzany do zaledwie około 30°C.
Energii elektrycznej o mocy 388 W podczas przelotu przez peryhelium dostarczać będą dwa skrzydła ogniw słonecznych o łącznej powierzchni 1,55 m². Każde skrzydło składa się z dwóch sekcji połączonych z sobą pod kątem. Całe panele będą używane w odległościach powyżej 0,25 au od Słońca, a bliżej zostaną złożone tak, że główna sekcja będzie pozostawać w cieniu osłony termicznej. Podczas przelotu obok Słońca pozostaną oświetlone jedynie zewnętrzne wysokotemperaturowe sekcje ogniw. Będą one chłodzone przez demineralizowaną wodę o łącznej objętości 3,7 litra, która będzie pompowana do czterech radiatorów o łącznej powierzchni 4 m², umieszczonych poniżej osłony termicznej. Dodatkowym źródłem energii będzie bateria litowo-jonowa o pojemności 25 Ah.
Sonda będzie stabilizowana trójosiowo. W skład czujników systemu kontroli położenia wchodzą szukacze gwiazd, system bezwładnościowy (ang. inertial measurement unit), siedem czujników horyzontu Słońca i dodatkowe dwa czujniki Słońca używane w odległościach powyżej 0,7 au. Kontrolę położenia w przestrzeni zapewniają 4 koła reakcyjne. Silniki korekcyjne (12 silników o ciągu 0,9 N i 2 silniki o ciągu 4,4 N) zasilane są jednoskładnikowym paliwem – hydrazyną.
Łączność z sondą zapewni antena główna o wysokim zysku o średnicy 0,6 m w paśmie Ka, dwie anteny w paśmie X i dodatkowe dwie anteny o niskim zysku. W odległościach poniżej 0,59 au od Słońca antena główna będzie pozostawać złożona w cieniu osłony termicznej i łączność będą zapewniać anteny o mniejszym zysku. Dane zebrane podczas zbliżenia do Słońca będą magazynowane w pokładowych rejestratorach danych o pojemności 256 Gbit i przesyłane na Ziemię, gdy sonda oddali się od niego na odległość powyżej 0,59 au.
Całkowita masa sondy przy starcie wynosi 646 kg, w tym około 80 kg materiałów pędnych.

## Instrumenty naukowe sondy
| Instrument                                          | Ilustracja | Opis instrumentu Kierownik instrumentu |
| --------------------------------------------------- | ---------- | --- |
| Fields Experiment (FIELDS)                          |            | Pięć anten do pomiaru pól elektrycznych: cztery o długości 2 m rozmieszczone są z boków kadłuba i wystawione na światło Słońca, piąta ustawiona prostopadle do pozostałych pozostaje w cieniu osłony termicznej. Trzy magnetometry: magnetometr indukcyjny (search coil magnetometer SCM) i dwa magnetometry transduktorowe (MAGi i MAGo). Zestaw instrumentów wykona bezpośrednie pomiary pól elektrycznych i magnetycznych, wektora Poyntinga, bezwzględnej gęstości plazmy i temperatury elektronów, fluktuacji gęstości i emisji radiowych. Kierownik: Stuart Bale z University of California w Berkeley |
| Integrated Science Investigation of the sun (IS☉IS) |            | Zestaw dwóch instrumentów do pomiaru cząstek energetycznych: EPI-Lo i EPI-Hi. Obserwacje energetycznych elektronów, protonów i ciężkich jonów przyspieszonych do wysokich energii (10 keV - 100 MeV) w atmosferze Słońca i wewnętrznej heliosferze. Kierownik: David McComas z Princeton University |
| Wide-field Imager for Solar PRobe (WISPR)           |            | Dwa teleskopy z detektorami typu CMOS. Wykonanie obrazów korony słonecznej i wewnętrznej heliosfery: wiatru słonecznego, koronalnych wyrzutów masy, dżetów i innych struktur zbliżających się i mijających sondę. Kierownik: Russell Howard z Naval Research Laboratory |
| Solar Wind Electrons Alphas and Protons (SWEAP)     |            | Zestaw instrumentów do pomiaru elektronów, protonów i jonów helu. Solar Probe Cup (SPC) – puszka Faradaya wystawiona na bezpośrednie światło Słońca. Solar Probe Analyzers (SPAN) - dwa analizatory elektrostatyczne: SPAN-A do pomiaru elektronów i jonów, SPAN-B do pomiaru elektronów. Pomiary najpowszechniejszych cząstek wiatru słonecznego - elektronów, protonów i jonów helu - oraz ich właściwości: prędkości, gęstości i temperatury. Kierownik: Justin Kasper z University of Michigan/ Smithsonian Astrophysics Observatory                                                                     |

Orbita i sondy i jej odległość od Słońca

## Przebieg misji
Misja sondy kosmicznej badającej in situ koronę słoneczną została po raz pierwszy zaproponowana w 1958 roku. Wielokrotnie przedstawiane projekty nie doczekały się realizacji z powodu napotykanych problemów technicznych i wysokich kosztów. Najnowszy, znacznie zmieniony w stosunku do poprzednich projekt misji został przez NASA zaakceptowany na początku 2008 roku. Misja, początkowo nazwana Solar Probe Plus, została w 2017 roku przemianowana na Parker Solar Probe, na cześć amerykańskiego astrofizyka Eugene'a Parkera, pioniera badań nad wiatrem słonecznym.
Okno startowe misji rozpoczęło się 31 lipca i miało trwać do 23 sierpnia 2018 roku. Start sondy nastąpił 12 sierpnia o 7:31 UTC ze stanowiska startowego SLC-37B na Cape Canaveral Air Force Station. Ponieważ trajektoria lotu wymagała wysokiej energii startowej (uzyskana przy starcie energia charakterystyczna C3 wyniosła 152,2 km²s-2), sonda została wyniesiona przez rakietę Delta IV Heavy z dodatkowym trzecim stopniem Star 48BV. O 7:41 UTC drugi stopień rakiety wszedł na wstępną orbitę parkingową na wysokości 170 × 180 km i nachyleniu 28°, po czym podczas przelotu nad równikiem o 7:53 UTC powtórnie odpalił na 14 minut przyspieszając do prędkości 13,2 km/s względem Ziemi. O 8:08 UTC trzeci stopień odpalił na 89 sekund przyspieszając sondę do prędkości 16,0 km/s. O 8:14 UTC Parker Solar Probe oddzielił się od stopnia Star 48BV wchodząc na orbitę heliocentryczną o peryhelium 0,21 au, aphelium 1,01 au i nachyleniu względem ekliptyki 5,6°.
3 października sonda przeleciała obok Wenus w odległości 2550 km od powierzchni planety. Był to najszybszy w historii przelot z Ziemi do innej planety, 52 dni po starcie. 6 listopada Parker Solar Probe dokonała pierwszego zbliżenia do Słońca, osiągając peryhelium wynoszące 35 RS (0,16 au). Podczas zaplanowanej na siedem lat misji sonda wykona łącznie 24 orbity wokół Słońca. Manewry asysty grawitacyjnej, wykonane podczas siedmiu przelotów obok Wenus, posłużą do stopniowego zmniejszania kolejnych peryheliów, aż do 9,86 RS (0,044 au) od centrum Słońca (8,86 RS = 6,16 mln km ponad powierzchnią Słońca) podczas trzech ostatnich orbit, począwszy od grudnia 2024 roku.
Po ostatnim przelocie obok Wenus aphelium sondy znajdzie się poniżej orbity tej planety i nie będą możliwe dalsze asysty grawitacyjne. Parker Solar Probe pozostanie na osiągniętej orbicie, w peryhelium osiągając rekordową prędkość około 200 km/s względem Słońca. Po zakończeniu misji i wyczerpaniu się zapasu paliwa dla silników korekcyjnych sonda utraci możliwość utrzymywania osłony termicznej w kierunku Słońca i wystawiona bezpośrednio na jego światło ulegnie stopniowemu rozpadowi.
Misja Parker Solar Probe realizowana jest w ramach programu Living with a Star prowadzonego przez agencję NASA. Projekt jest przygotowywany przez ośrodek Applied Physics Laboratory (APL) w Johns Hopkins University. Całkowity koszt misji jest planowany na około 1,5 mld USD.

### Chronologia misji
| Wydarzenie            | Data                           | Minimalna odległość od centrum Słońca lub od powierzchni Wenus | Max prędkość |
| --------------------- | ------------------------------ | -------------------------------------------------------------- | ------------ |
| Start sondy           | 12 sierpnia 2018, 07:31 UTC    | -                                                              | -            |
| Przelot obok Wenus #1 | 3 października 2018, 08:44 UTC | 2428 km od powierzchni Wenus                                   | -            |
| Peryhelium #1         | 6 listopada 2018, 03:29 UTC    | 24,8 mln km (0,165 au) od centrum Słońca                       | 95,33 km/s   |
| Peryhelium #2         | 4 kwietnia 2019, 22:40 UTC     | 24,8 mln km (0,166 au) od centrum Słońca                       | 95,33 km/s   |
| Peryhelium #3         | 1 września 2019, 17:40 UTC     | 24,8 mln km (0,166 au) od centrum Słońca                       | 95,33 km/s   |
| Przelot obok Wenus #2 | 26 grudnia 2019, 18:15 UTC     | 3008 km od powierzchni Wenus                                   | -            |
| Peryhelium #4         | 29 stycznia 2020, 09:39 UTC    | 19,39 mln km (0,1296 au) od centrum Słońca                     | 109,18 km/s  |
| Peryhelium #5         | 7 czerwca 2020, 08:23 UTC      | 19,39 mln km (0,129 au) od centrum Słońca                      | 109,2 km/s   |
| Przelot obok Wenus #3 | 11 lipca 2020                  | 832 km od powierzchni Wenus                                    | -            |
| Peryhelium #6         | 27 września 2020               | 14,2 mln km (0,094 au) od centrum Słońca                       | 129 km/s     |
| Peryhelium #7         | 17 stycznia 2021               | 14,2 mln km (0,094 au) od centrum Słońca                       | 129 km/s     |
| Przelot obok Wenus #4 | 20 lutego 2021                 | 2392 km od powierzchni Wenus                                   | -            |
| Peryhelium #8         | 29 kwietnia 2021               | 11,1 mln km (0,074 au) od centrum Słońca                       | 147 km/s     |
| Peryhelium #9         | 9 sierpnia 2021                | 11,1 mln km (0,074 au) od centrum Słońca                       | 147 km/s     |
| Przelot obok Wenus #5 | 16 października 2021           | 3786 km od powierzchni Wenus                                   | -            |
| Peryhelium #10        | 21 listopada 2021, 8:25 UTC    | 9,2 mln km (0,061 au) od centrum Słońca                        | 163 km/s     |
| Peryhelium #11        | 25 lutego 2022                 | 9,2 mln km (0,061 au) od centrum Słońca                        | 163 km/s     |
| Peryhelium #12        | 1 czerwca 2022                 | 9,2 mln km (0,061 au) od centrum Słońca                        | 163 km/s     |
| Peryhelium #13        | 6 września 2022                | 9,2 mln km (0,061 au) od centrum Słońca                        | 163 km/s     |
| Peryhelium #14        | 11 grudnia 2022                | 9,2 mln km (0,061 au) od centrum Słońca                        | 163 km/s     |
| Peryhelium #15        | 17 marca 2023                  | 9,2 mln km (0,061 au) od centrum Słońca                        | 163 km/s     |
| Peryhelium #16        | 22 czerwca 2023                |                                                                |              |
| Przelot obok Wenus #6 | 21 sierpnia 2023               |                                                                |              |
| Peryhelium #17        | 27 września 2023               |                                                                |              |
| Peryhelium #18        | 29 grudnia 2023                |                                                                |              |
| Peryhelium #19        | 30 marca 2024                  |                                                                |              |
| Peryhelium #20        | 30 czerwca 2024                |                                                                |              |
| Peryhelium #21        | 30 września 2024               |                                                                |              |
| Przelot obok Wenus #7 | 6 listopada 2024               |                                                                |              |
| Peryhelium #22        | 24 grudnia 2024                |                                                                |              |
| Peryhelium #23        | 22 marca 2025                  |                                                                |              |
| Peryhelium #24        | 19 czerwca 2025                |                                                                |              |

1. ↑  Aby obliczyć odległość sondy od powierzchni Słońca, od wartości podanej w tabeli należy odjąć promień Słońca czyli ≈0,7 mln km.
2. ↑  Względem Słońca.